# Almkogel
Almkogel är en bergstopp i Österrike.   Den ligger i distriktet Liezen och förbundslandet Steiermark, i den centrala delen av landet, 180 kilometer väster om huvudstaden Wien. Toppen på Almkogel är 1 712 meter över havet.
Terrängen runt Almkogel är bergig österut, men västerut är den kuperad. Närmaste större samhälle är Liezen, 11,4 kilometer sydost om Almkogel. 
I omgivningarna runt Almkogel växer i huvudsak blandskog. Runt Almkogel är det ganska glesbefolkat, med 25 invånare per kvadratkilometer.